# Lema de Zassenhaus

Diagrama de Hasse del lema "mariposa" de Zassenhaus: los subgrupos más pequeños figuran hacia la parte superior del diagrama

En matemáticas, el lema de la mariposa o el lema de Zassenhaus, llamado así por Hans Zassenhaus, es un resultado técnico en el retículo de subgrupos de un grupo o el retículo de submódulos de un módulo, o más generalmente, para cualquier retículo modular.
Lema: supóngase que {\displaystyle G} es un grupo con subgrupos {\displaystyle A} y {\displaystyle C}. Suponiendo que 
{\displaystyle B\triangleleft A} y {\displaystyle D\triangleleft C}
son subgrupos normales, entonces existe un isomorfismo de grupos cocientes: 
{\displaystyle {\frac {(A\cap C)B}{(A\cap D)B}}\ \cong \ {\frac {(A\cap C)D}{(B\cap C)D}}\,.}
Esto se puede generalizar al caso de un grupo con operadores {\displaystyle (G,\Omega )} con subgrupos estables {\displaystyle A} y {\displaystyle C}, la declaración anterior es el caso de {\displaystyle \Omega =G} actuando sobre sí mismo por conjugación. 
Zassenhaus demostró este lema específicamente para dar la prueba más directa del teorema de refinamiento de Schreier. La mariposa se hace evidente cuando se intenta dibujar el diagrama de Hasse de los diversos grupos involucrados. 
El lema de Zassenhaus para grupos puede deducirse de un resultado más general, conocido como el teorema de Goursat establecido en una variedad de Goursat (de la que los grupos son una instancia); sin embargo, la ley modular específica del grupo también debe usarse en la deducción.